# باند فرودگاه لوس فرایلس
باند فرودگاه لوس فرایلس (به انگلیسی: Los Frailes Airstrip) یک فرودگاه همگانی است که یک باند فرود خاک دارد و طول باند آن ۸۶۸ متر است. این فرودگاه در کشور مکزیک قرار دارد و در ارتفاع ۱۰ متری از سطح دریا واقع شده است.